# Festa do Gambá
Festa do Gambá ou Festival Folclórico do Gambá (inicialmente chamado por Festa de São Benedito) é um festejo popular iniciado em 1723 e, celebrado de 28 a 30 de junho em homenagem a São Benedito, na vila de Pinhel no município brasileiro de Aveiro, no estado do Pará.

## Etimologia
O termo Gambá faz referência e significa tanto a dança quanto o ritmo. Tem origem na construção de dois instrumentos de percussão feitos de tronco oco, com uma das bocas fechada por um couro de animal esticado. Devido o odor desagradável do couro nomeou-se o instrumento de Gambá.